# Le Démon de l'oubli
Le Démon de l'oubli est un roman de Michel Del Castillo publié en 1987.

## Résumé
En 1962 Mavon, 29 ans, acteur, se suicide. Hugues, qui vient de publier sur lui, n'y croit pas et Pierre l'aide à enquêter. Il rencontre Sylviane, sa veuve. Puis il découvre que Mavon, Juif, a servi d'otage en Allemagne pendant la Seconde Guerre mondiale, en gage d'un agent. Clara, la mère de Mavon, collabo pendant la guerre et qui avait abandonné son fils, leur avoue l'avoir tué car il était devenu célèbre et la méprisait,